# 이영하 (야구 선수)
이영하(李映河, 1997년 11월 1일~)는 대한민국의 야구 선수로 현재 KBO 리그 두산 베어스의 투수로 뛰고 있다.

## 아마추어 경력
선린인터넷고등학교 시절 151km/h의 강속구를 던졌으며 전국 고교 야구 선수 중 최대어로 불릴 정도로 실력이 월등했다. 선린인터넷고등학교 3학년 때 동기인 김대현과 함께 선린인터넷고등학교의 35년 만의 황금사자기 우승에 기여하며 우수 투수상을 수상했다. 1차 지명일에 선린인터넷고등학교가 황금사자기에서 우승했다.

## 프로 선수 경력
두산 베어스의 1차 지명을 받고 입단하였다. 입단하자마자 토미 존 수술을 받아 시즌 아웃됐다.
이후 2017년 시즌에 부상에서 복귀하여 2017년 5월 16일에 처음으로 1군 엔트리에 등록됐다. 5월 19일 KIA전에서 구원 등판하며 데뷔 첫 경기를 치렀고, 경기에서 1이닝 1실점을 기록했다.
2018 시즌 당시에는 불펜으로 등판하다가 선발 투수로 보직이 변경됐고, 10승 3패를 기록했으며 2019 시즌에서는 시즌 163.1이닝 17승 4패, 3점대 평균자책점을 기록했다.
2020 시즌 초반에 부진해 당시 팀의 마무리 투수였던 함덕주와 보직을 교체했다.

## 국가대표팀 경력
2019년 WBSC 프리미어 12 당시 5경기에 등판해 8.1이닝 1승, 5피안타, 3사사구, 1실점, 평균자책점 1.08을 기록했다.

## 트리비아
- 승부욕이 굉장히 강하다.
- 2018년에 승부조작 제의를 받았지만 단호하게 거절하고 당시 본인 연봉보다 많은 포상금을 받았다.

## 출신 학교
- 신연초등학교(전학) → 화곡초등학교(전학) → 서울영일초등학교
- 서울 강남중학교
- 선린인터넷고등학교

## 수상
- 2014년 고교 주말 리그 후반기(서울권 A) 감투상
- 2015년 고교 주말 리그 서울권 A 감투상, 황금사자기 전국 고교 야구 대회 겸 주말 리그 왕중왕전 우수 투수상

## 통산 기록
| 연도 | 팀명  | 평균자책점 | 경기 | 완투 | 완봉 | 승 | 패 | 세 | 홀 | 승률  | 타자 | 이닝 | 피안타 | 피홈런 | 볼넷 | 사구 | 탈삼진 | 실점 | 자책점 |
| ---- | ----- | ---------- | ---- | ---- | ---- | -- | -- | -- | -- | ----- | ---- | ---- | ------ | ------ | ---- | ---- | ------ | ---- | ------ |
| 2017 | 두산  | 5.55       | 20   | 0    | 0    | 3  | 3  | 0  | 0  | 0.500 | 160  | 35⅔  | 43     | 8      | 16   | 3    | 26     | 22   | 22     |
| 2018 | 두산  | 5.28       | 40   | 0    | 0    | 10 | 3  | 0  | 2  | 0.769 | 555  | 122⅔ | 140    | 15     | 54   | 9    | 90     | 75   | 72     |
| 2019 | 두산  | 3.64       | 29   | 1    | 0    | 17 | 4  | 0  | 0  | 0.810 | 692  | 163⅓ | 148    | 5      | 61   | 10   | 90     | 70   | 66     |
| 2020 | 두산  | 4.64       | 42   | 0    | 0    | 5  | 11 | 6  | 0  | 0.313 | 605  | 132  | 148    | 9      | 66   | 5    | 85     | 78   | 68     |
| 2021 | 두산  | 6.29       | 35   | 0    | 0    | 5  | 6  | 1  | 2  | 0.455 | 364  | 78⅔  | 81     | 9      | 57   | 1    | 53     | 58   | 55     |
| 2022 | 두산  | 4.93       | 21   | 0    | 0    | 6  | 8  | 0  | 0  | 0.429 | 462  | 98⅔  | 109    | 5      | 57   | 6    | 83     | 65   | 54     |
| 2023 | 두산  | 5.49       | 36   | 0    | 0    | 5  | 3  | 0  | 4  | 0.625 | 184  | 39⅓  | 40     | 2      | 21   | 4    | 28     | 27   | 24     |
| 2024 | 두산  | 3.99       | 59   | 0    | 0    | 5  | 4  | 2  | 5  | 0.556 | 298  | 65⅓  | 62     | 4      | 36   | 2    | 59     | 34   | 29     |
| 통산 | 8시즌 | 4.77       | 282  | 1    | 0    | 56 | 42 | 9  | 13 | 0.571 | 3320 | 735⅔ | 771    | 57     | 468  | 40   | 514    | 429  | 390    |

- 굵은 글씨는 해당 시즌 최고 기록